# Jonathan Hensleigh
Pour les articles homonymes, voir Hensleigh.
Jonathan Hensleigh, né le 4 février 1959, est un scénariste, producteur et réalisateur américain.

## Biographie

### Études et carrière d'avocat
Jonathan Hensleigh étudie à l'université du Massachusetts à Amherst où il obtient un diplôme d'histoire en 1981. Il fréquente ensuite l'école de droit de l'université de Virginie, puis obtient son Juris Doctor dans l'école de droit de l'université Tulane. Il est admis au barreau du Massachusetts en 1985. Il travaille comme avocat pendant sept ans avant de devenir scénariste à l'âge de 31 ans. Il avait auparavant écrit un roman et une pièce de théâtre en trois actes mais n'avait pas pu faire d'école de cinéma.

### Carrière cinématographique
John Hensleigh commence sa carrière en écrivant plusieurs épisodes de la série télévisée Les Aventures du jeune Indiana Jones au début des années 1990. Il est ensuite l'un des coscénaristes du long métrage Kalahari de Mikael Salomon, sorti en 1993. Il écrit ensuite les scénarios de deux films sortis en 1995 : Une journée en enfer de John McTiernan et Jumanji de Joe Johnston. Son script pour le 3e volet de la saga Die Hard était initialement un spec script prévu pour Brandon Lee et alors intitulé Simon Says. Ce script sera par ailleurs ensuite un temps envisagé comme le 4e volet de la saga L'Arme fatale avant d'être modifié pour la saga Die Hard avec Bruce Willis. En raison du script d'Une journée en enfer, Jonathan Hensleigh sera ensuite longuement interrogé par le FBI, inquiet des précisions et détails présents dans le film concernant la vulnérabilité de la réserve fédérale d'or, la proximité du métro ou l'utilisation de l'aqueduc par les camions, des éléments jugés trop véridiques.
Il participe ensuite à l'écriture du script de Rock de Michael Bay. Sa présence au générique est remise en cause par les règles de la Writers Guild of America. La guilde n'offrira alors les crédits de scénaristes qu'à David Weisberg, Douglas Cook et Mark Rosner. Le réalisateur Michael Bay écrira une lettre ouverte pour protester contre cette décision qu'il décrit comme honteuse et arbitraire . Il explique que Jonathan Hensleigh a travaillé énormément avec lui sur le film et qu'il aurait ainsi du avoir un crédit officiel dans le générique. Il retrouvera Michael Bay pour le film catastrophe Armageddon (1998) où son nom apparait cette fois au générique. Il continuera cependant à officier comme script doctor non crédité sur des films comme Les Ailes de l'enfer (1997) et 60 secondes chrono (2000). Il est alors crédité au générique comme producteur délégué.
Il réalise ensuite son premier long métrage, The Punisher, qui met en scène le personnage du même nom de Marvel Comics. Sorti en 2004, le film est produit par sa compagne Gale Anne Hurd. Jonathan Hensleigh signe également le script avec Michael France. Le film reçoit des critiques globalement négatives,, le film étant jugé comme trop éloigné du personnage des comics. De plus, le succès commercial n'est pas tellement au rendez-vous.
Son deuxième film comme réalisateur est Welcome to the Jungle (2007), un film d'horreur en found footage. Il ne connait qu'une sortie limitée en salles et sort direct-to-video dans la plupart des pays.
Il réalise ensuite Bulletproof Gangster (2011, parfois intitulé Kill the Irishman), adaptation du livre To Kill the Irishman: The War That Crippled the Mafia sur le gangster Danny Greene.
Il réalise ensuite The Ice Road avec notamment Liam Neeson, sorti en 2021. Il écrit et réalise lui-même la suite, Ice Road: Vengeance (2025).

### Vie privée
John Hensleigh est marié à la productrice et scénariste Gale Anne Hurd depuis le 19 juin 1995. Ils ont un enfant.

## Filmographie
Sauf indication contraire, les informations mentionnées dans cette section peuvent être confirmées par la base de données cinématographiques IMDb,  présente dans la section « Liens externes ».

### Comme scénariste
- 1992-1993 : Les Aventures du jeune Indiana Jones (The Young Indiana Jones Chronicles) (série TV) - 5 épisodes
- 1993 : Kalahari (A Far Off Place) de Mikael Salomon
- 1995 : Une journée en enfer (Die Hard: With a Vengeance) de John McTiernan
- 1995 : Jumanji de Joe Johnston
- 1996 : Rock de Michael Bay (non crédité)
- 1997 : Le Saint (The Saint) de Phillip Noyce
- 1997 : Les Ailes de l'enfer (Con Air) de Simon West (non crédité)
- 1998 : Armageddon de Michael Bay
- 1999 : The Adventures of Young Indiana Jones: Masks of Evil (vidéo)
- 1999 : The Adventures of Young Indiana Jones: The Trenches of Hell (vidéo)
- 1999 : Virus de John Bruno (script doctor, non crédité)
- 2000 : 60 secondes chrono (Gone in Sixty Seconds) de Dominic Sena (script doctor, non crédité)
- 2004 : The Punisher de lui-même
- 2007 : Next de Lee Tamahori
- 2007 : Welcome to the Jungle de lui-même
- 2011 : Bulletproof Gangster (Irish Gangster) de lui-même
- 2019 : Gemini Man d'Ang Lee (non crédité)
- 2021 : The Ice Road de lui-même
- 2025 : Ice Road: Vengeance de lui-même

### Comme producteur ou producteur délégué
- 1997 : Les Ailes de l'enfer (Con Air) de Simon West
- 1998 : Armageddon de Michael Bay
- 2000 : 60 secondes chrono (Gone in Sixty Seconds) de Dominic Sena

### Comme réalisateur
- 2004 : The Punisher
- 2007 : Welcome to the Jungle (également comme directeur de la photographie)
- 2011 : Bulletproof Gangster
- 2021 : Ice Road (The Ice Road)
- 2025 : Ice Road: Vengeance

## Distinctions
Il ne reçoit que deux « nominations » dans deux cérémonies parodiques : celle du pire scénario pour Armageddon aux Razzie Awards 1999 et celle du « pire scénario d'un film dépassant les 100 millions de dollars au box-office en utilisant les maths hollywoodiennes » aux Stinkers Bad Movie Awards 1998.